# Coelotes turkestanicus
Coelotes turkestanicus är en spindelart som beskrevs av S. V. Ovtchinnikov 1999. Coelotes turkestanicus ingår i släktet Coelotes och familjen mörkerspindlar. Inga underarter finns listade i Catalogue of Life.